# Canada's Wonderland
Pour les articles homonymes, voir Wonderland.
Canada's Wonderland (souvent désigné localement sous le nom Wonderland ou son ancien nom Paramount Canada's Wonderland) est un parc d'attractions situé à Vaughan, à Ontario, au nord de Toronto. Il fait partie du groupe Cedar Fair. Il est le principal concurrent des parcs d'attractions La Ronde et Marineland.

Précédent logo

Une des principales attractions est Behemoth, plus grandes et plus rapides montagnes russes au Canada, jusqu'à l'ouverture en 2012 du Leviathan, à Canada's Wonderland également.

## Montagnes russes
| Nom                                                           | Type                                         | Constructeur                  | Année |
| ------------------------------------------------------------- | -------------------------------------------- | ----------------------------- | ----- |
| Backlot Stunt Coaster Anciennement Italian Job: Stunt Track   | Lancées                                      | Premier Rides                 | 2005  |
| Bat                                                           | Navette / Boomerang                          | Vekoma                        | 1987  |
| Behemoth                                                      | Hyper montagnes russes Méga montagnes russes | Bolliger & Mabillard          | 2008  |
| Dragon Fyre                                                   | Assises                                      | Arrow Dynamics                | 1981  |
| Flight Deck Anciennement Top Gun                              | Inversées / Vekoma SLC 689                   | Vekoma                        | 1995  |
| Fly                                                           | Wild Mouse                                   | Mack Rides                    | 1999  |
| Leviathan                                                     | Hyper montagnes russes                       | Bolliger & Mabillard          | 2012  |
| Mighty Canadian Minebuster                                    | Bois                                         | Philadelphia Toboggan Company | 1981  |
| Ghoster Coaster Anciennement Scooby's Gasping Ghoster Coaster | Bois                                         | Philadelphia Toboggan Company | 1981  |
| Silver Streak                                                 | Inversées                                    | Vekoma                        | 2001  |
| Snoopy's Racing Railway                                       | Lancées                                      | ART Engineering               | 2023  |
| Taxi Jam                                                      | Junior                                       | Miler Coaster (en)            | 1998  |
| Thunder Run Anciennement Blauer Enzian                        | E-Powered                                    | Mack Rides                    | 1981  |
| Time Warp Anciennement Tomb Raider: The Ride                  | Volantes                                     | Zamperla                      | 2004  |
| Vortex                                                        | Suspendues en métal                          | Arrow Dynamics                | 1991  |
| Wild Beast Anciennement Wilde Beaste                          | Bois                                         | Philadelphia Toboggan Company | 1981  |
| Wonder Mountain's Guardian                                    | Assises/Parcours scénique interactif         | ART Engineering GmbH/Triotech | 2014  |
| Yukon Striker                                                 | Machine plongeante                           | Bolliger & Mabillard          | 2019  |

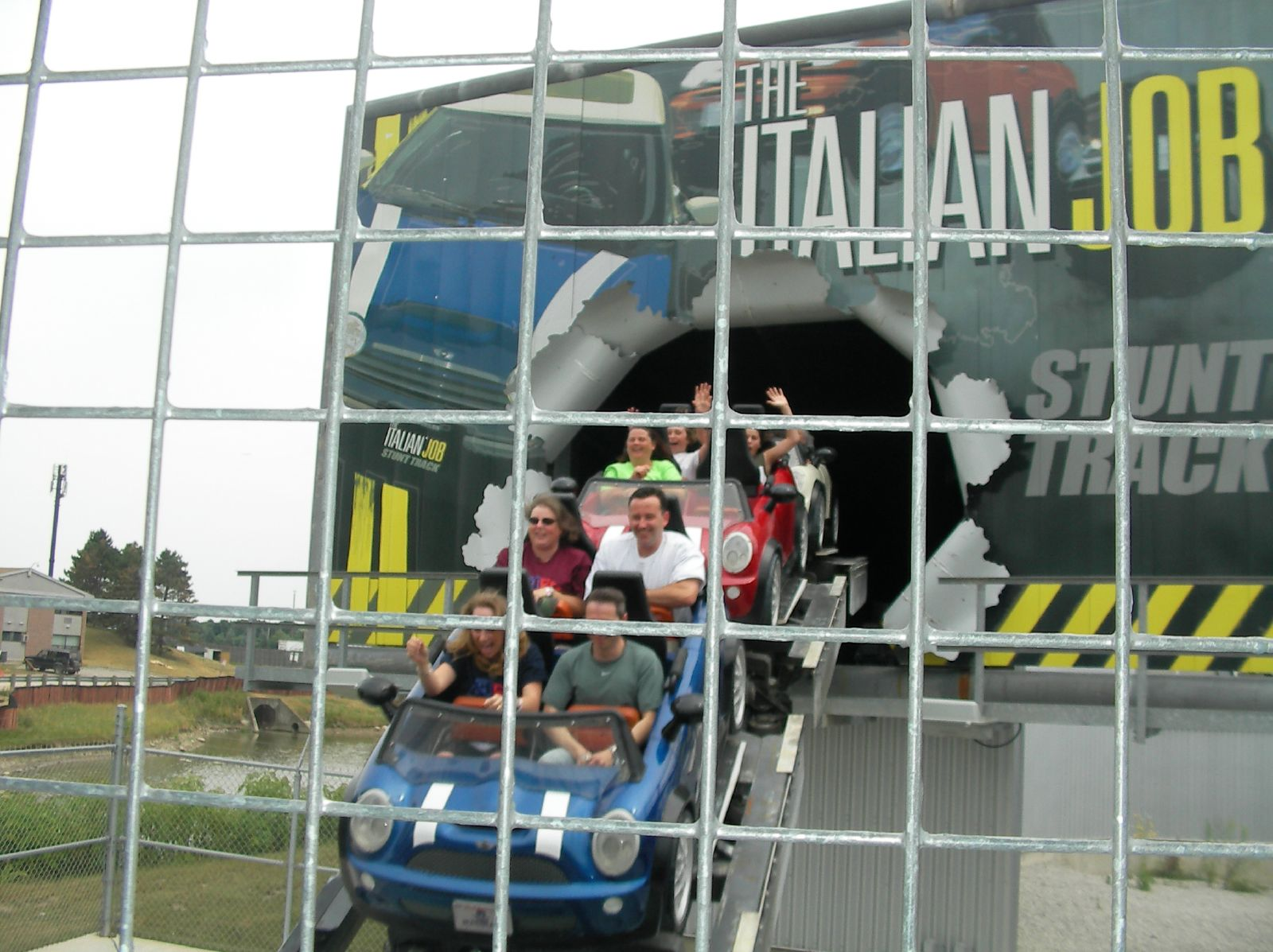
Backlot Stunt Coaster
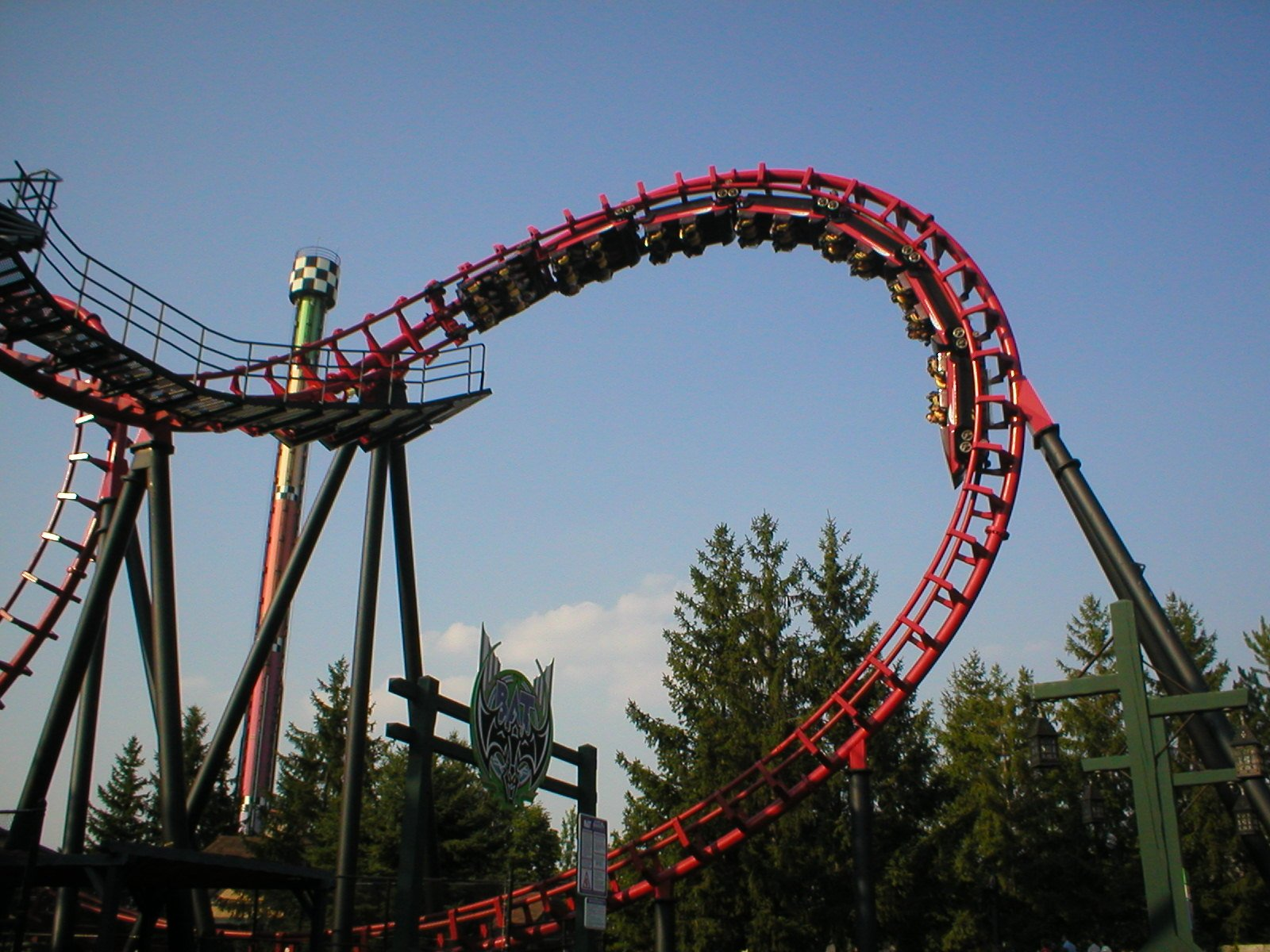
Bat
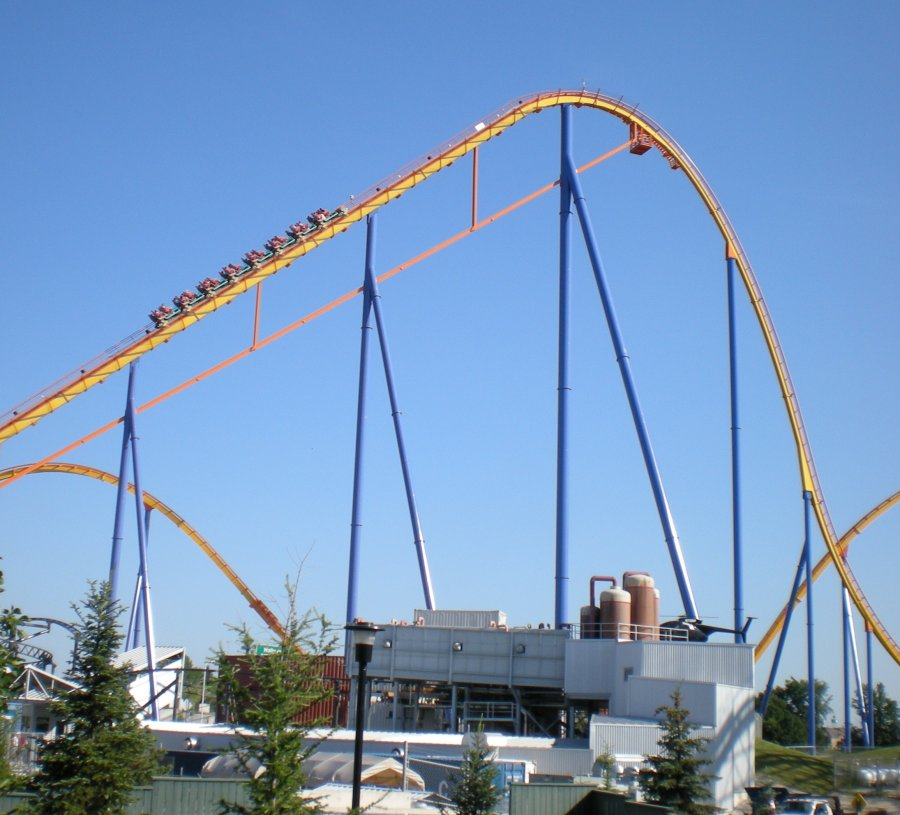
Behemoth
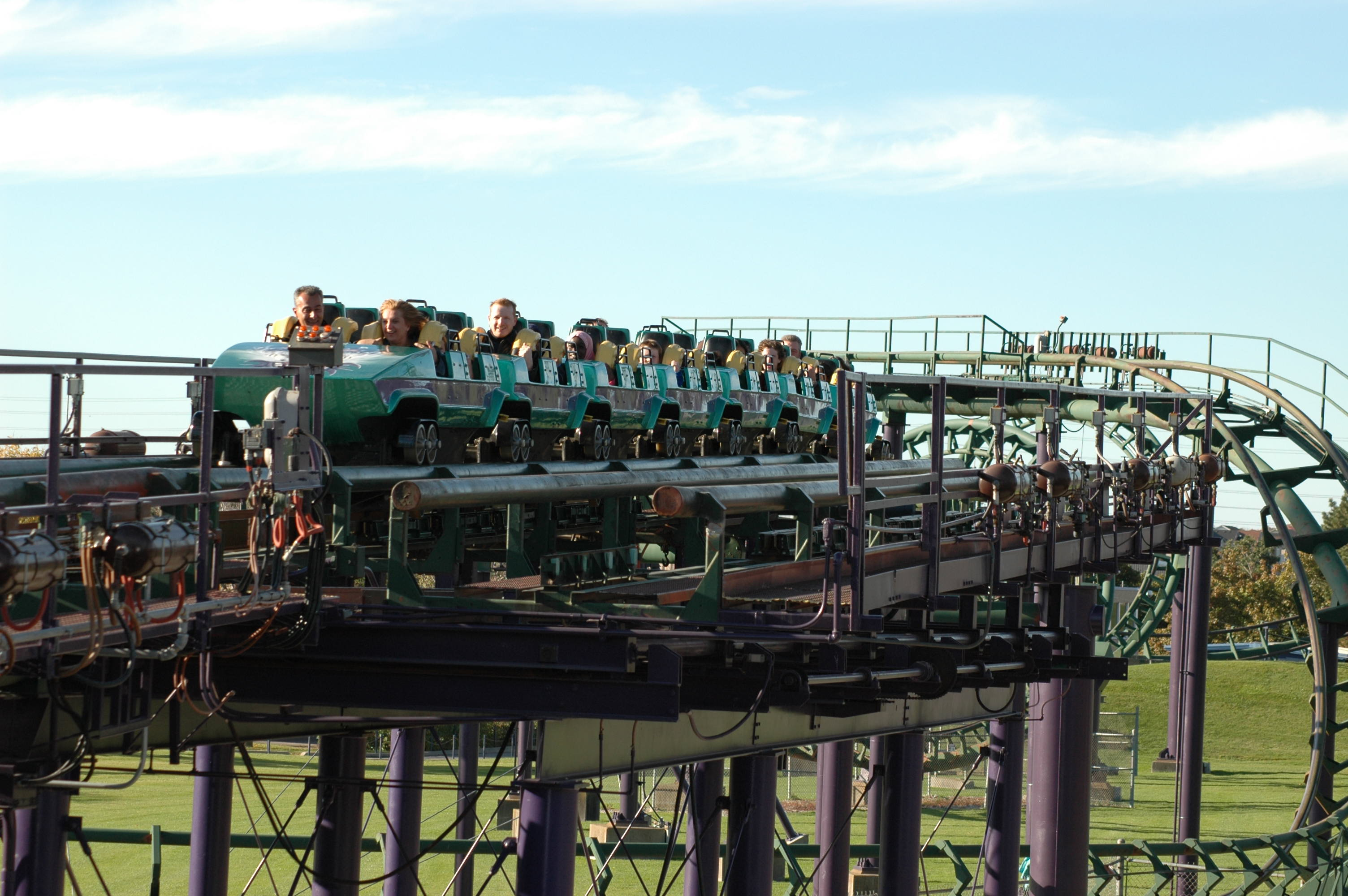
Dragon Fire
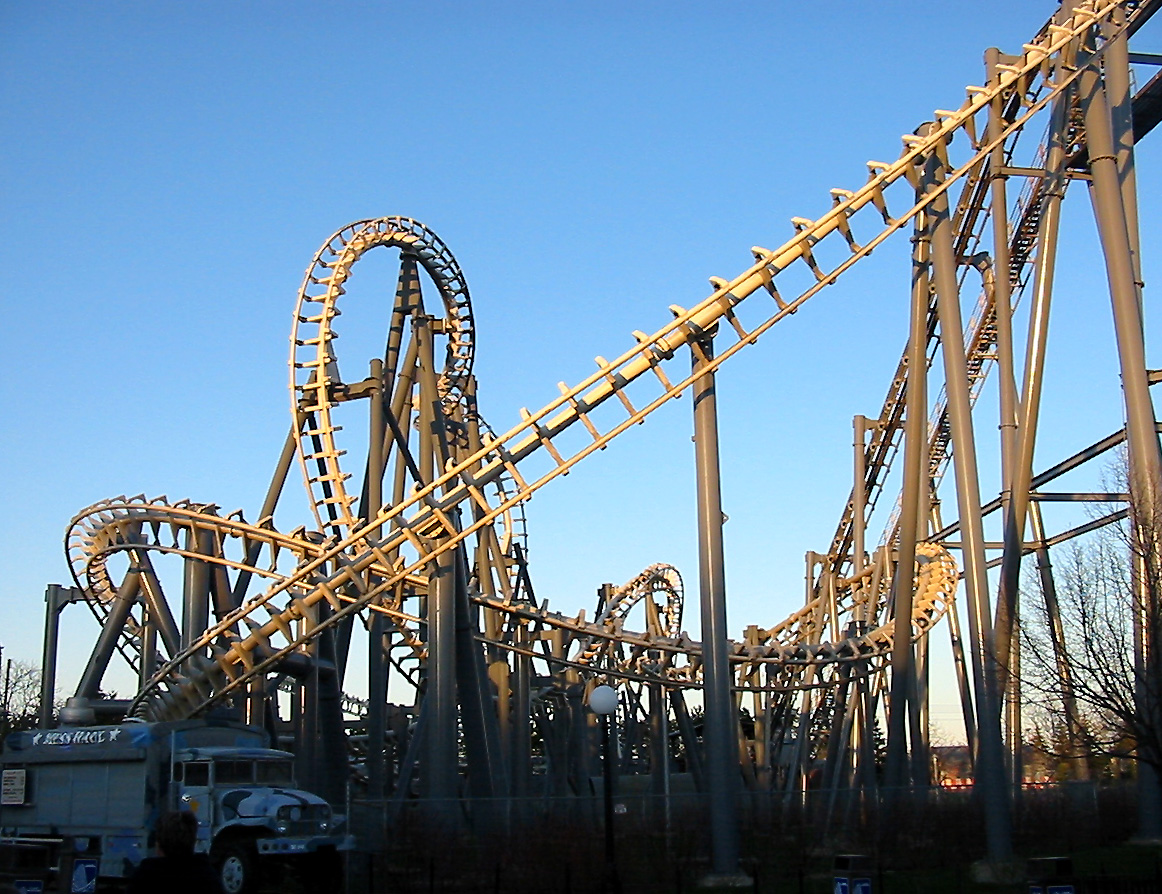
Flight Deck
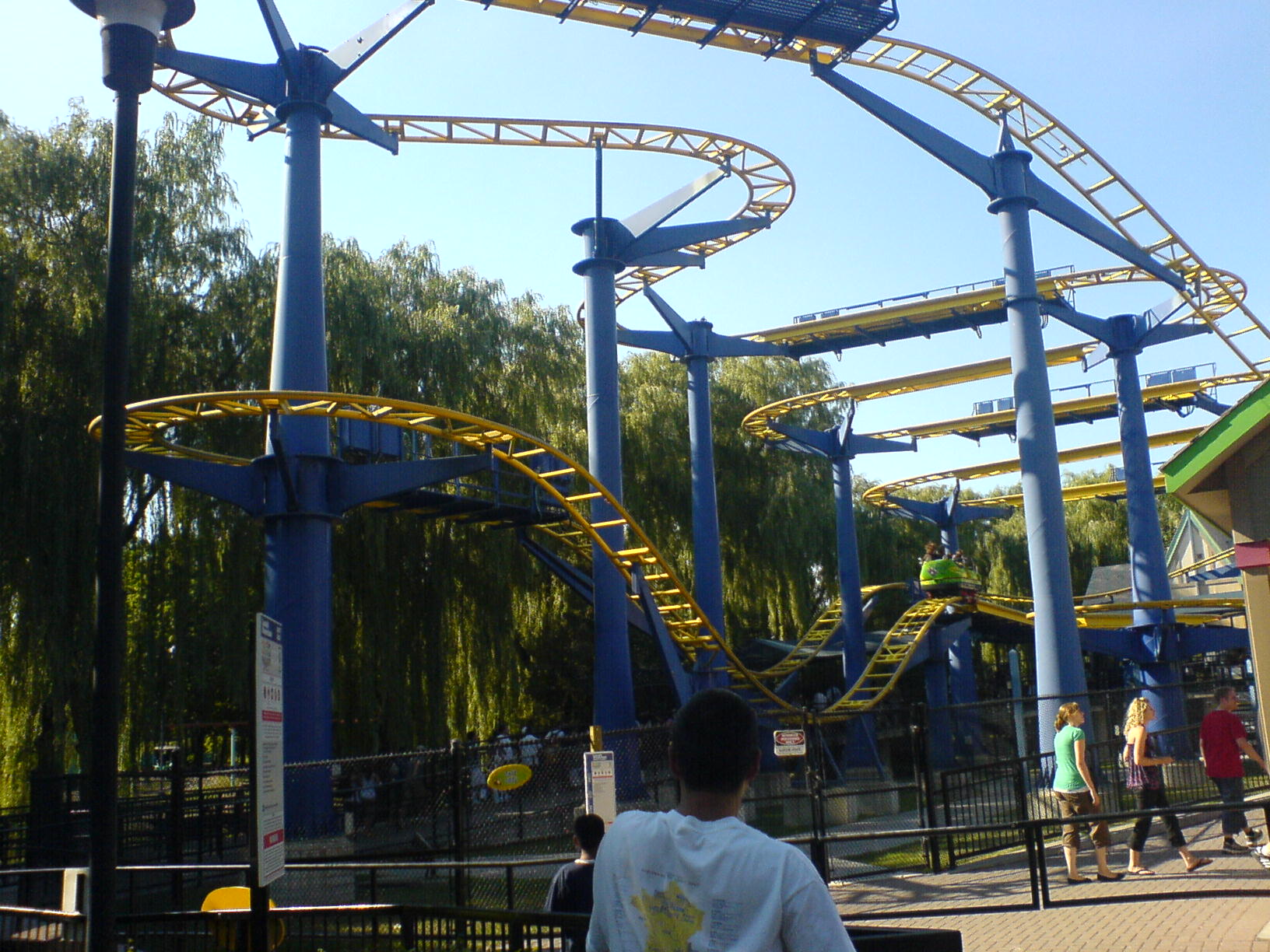
Fly
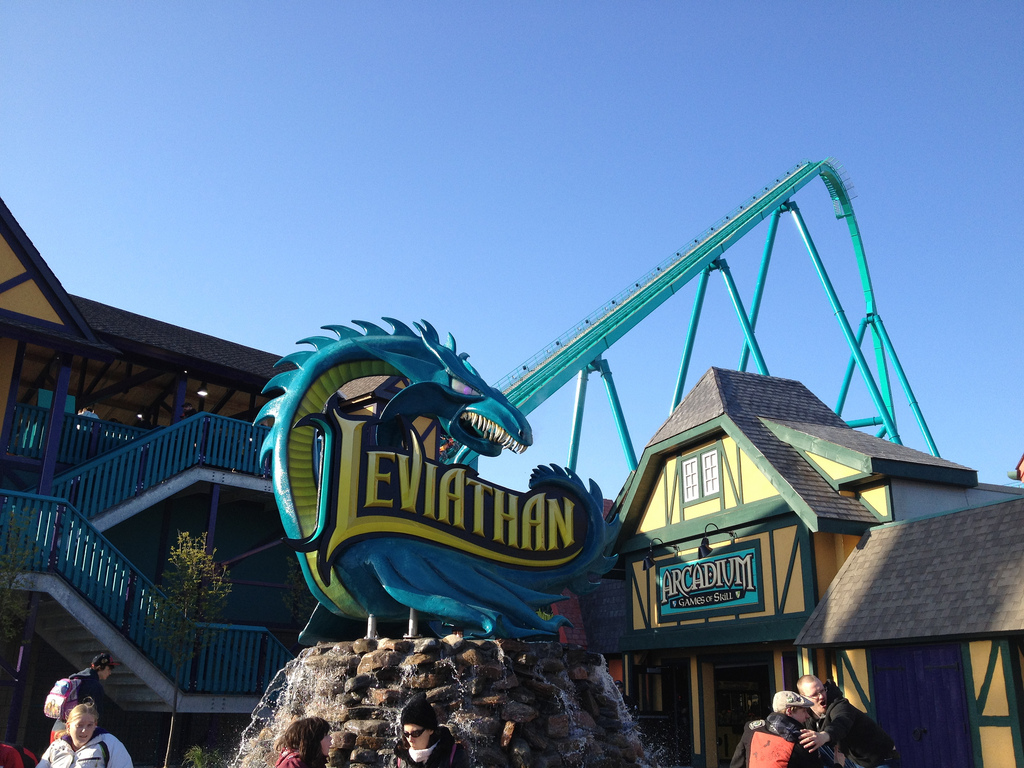
Leviathan
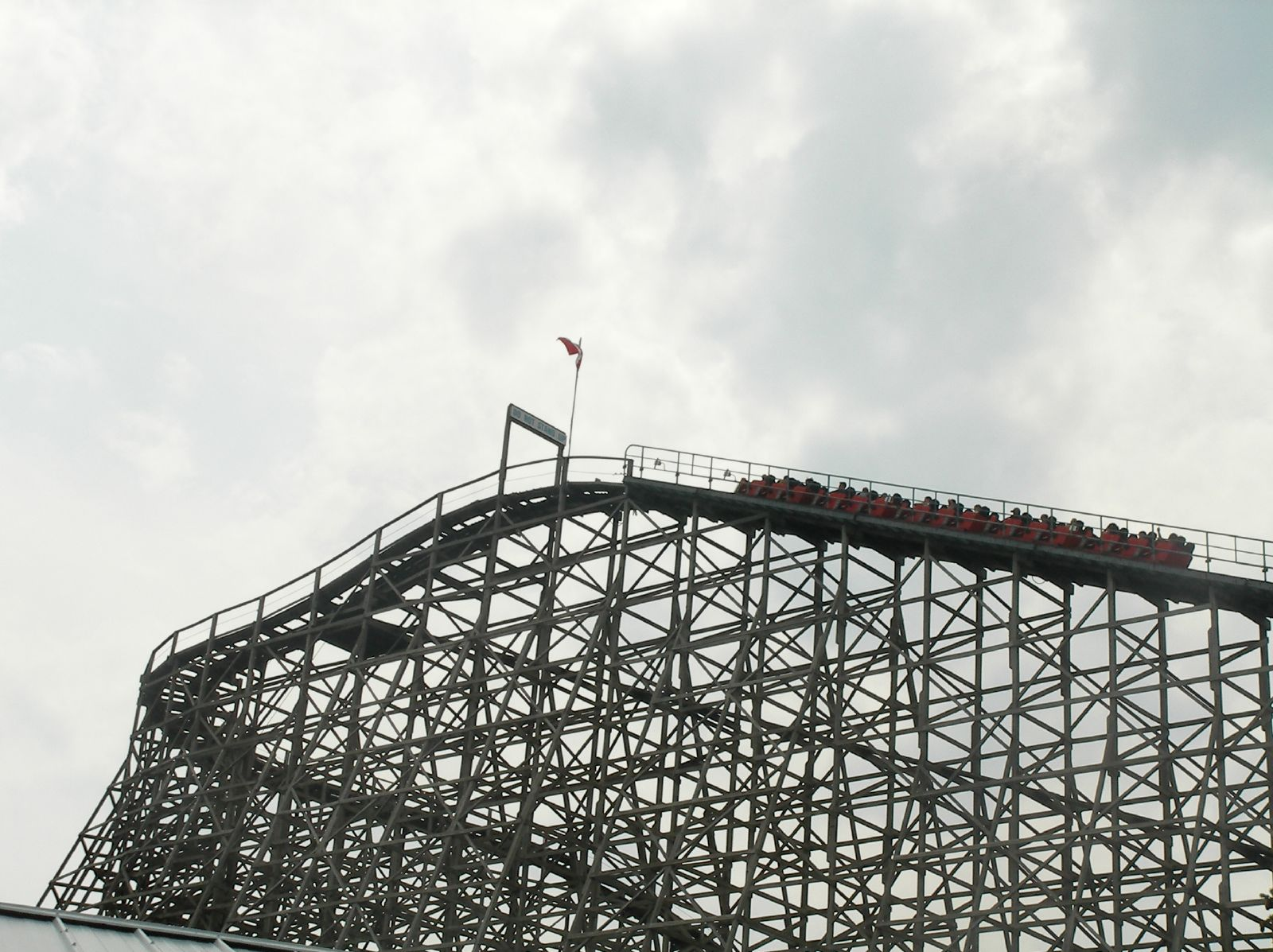
Mighty Canadian Minebuster
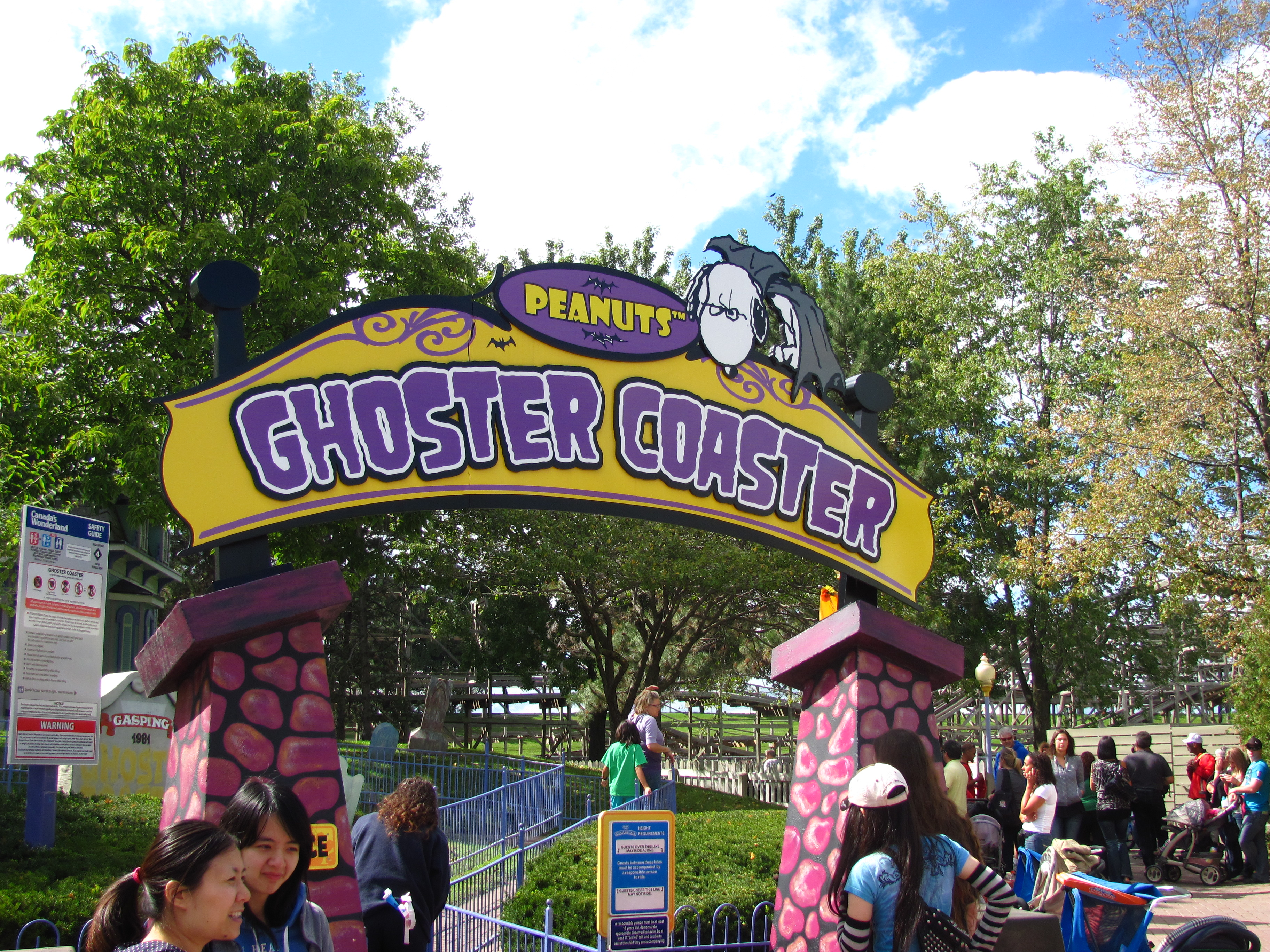
Ghoster Coaster
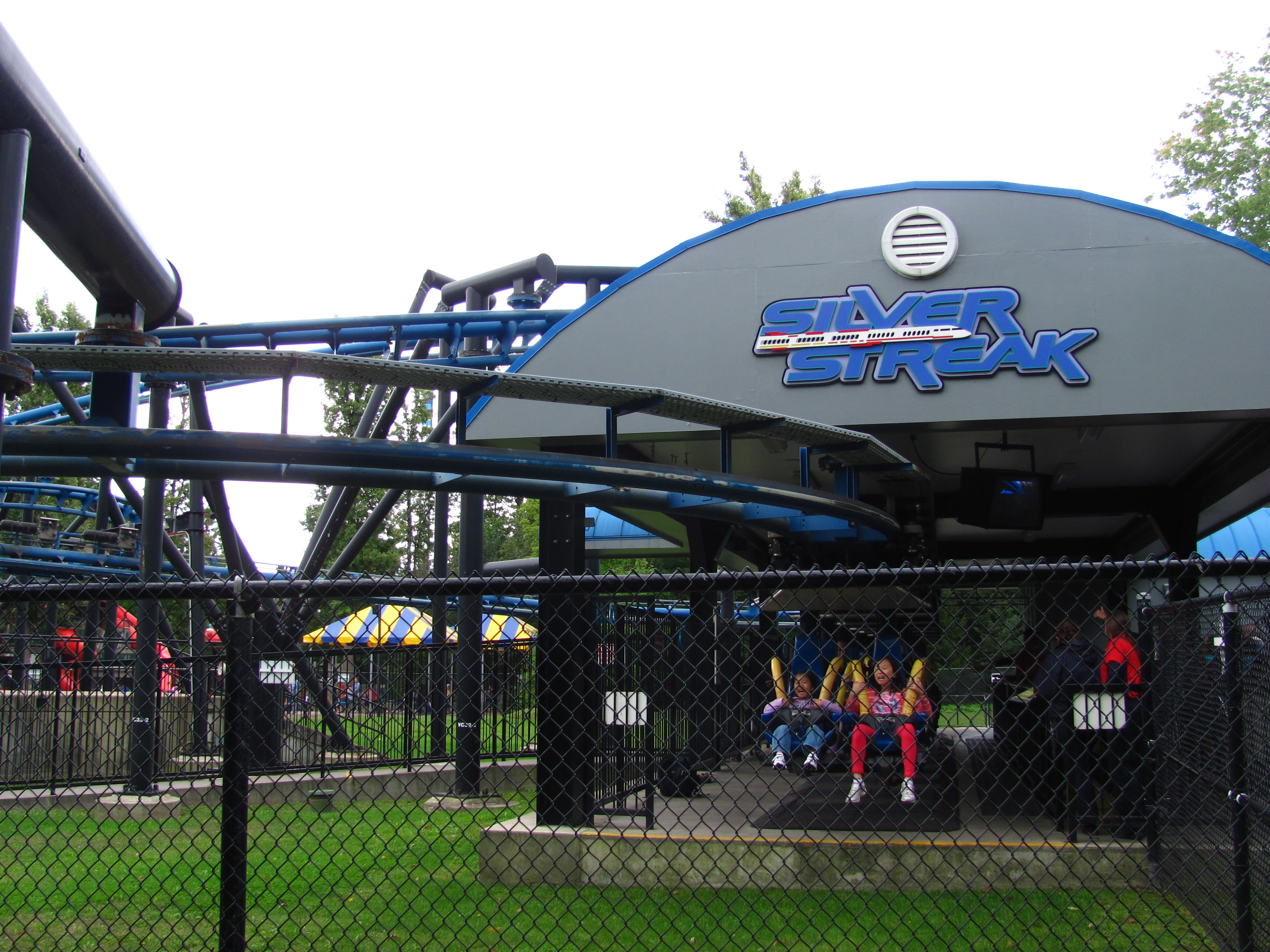
Silver Streak
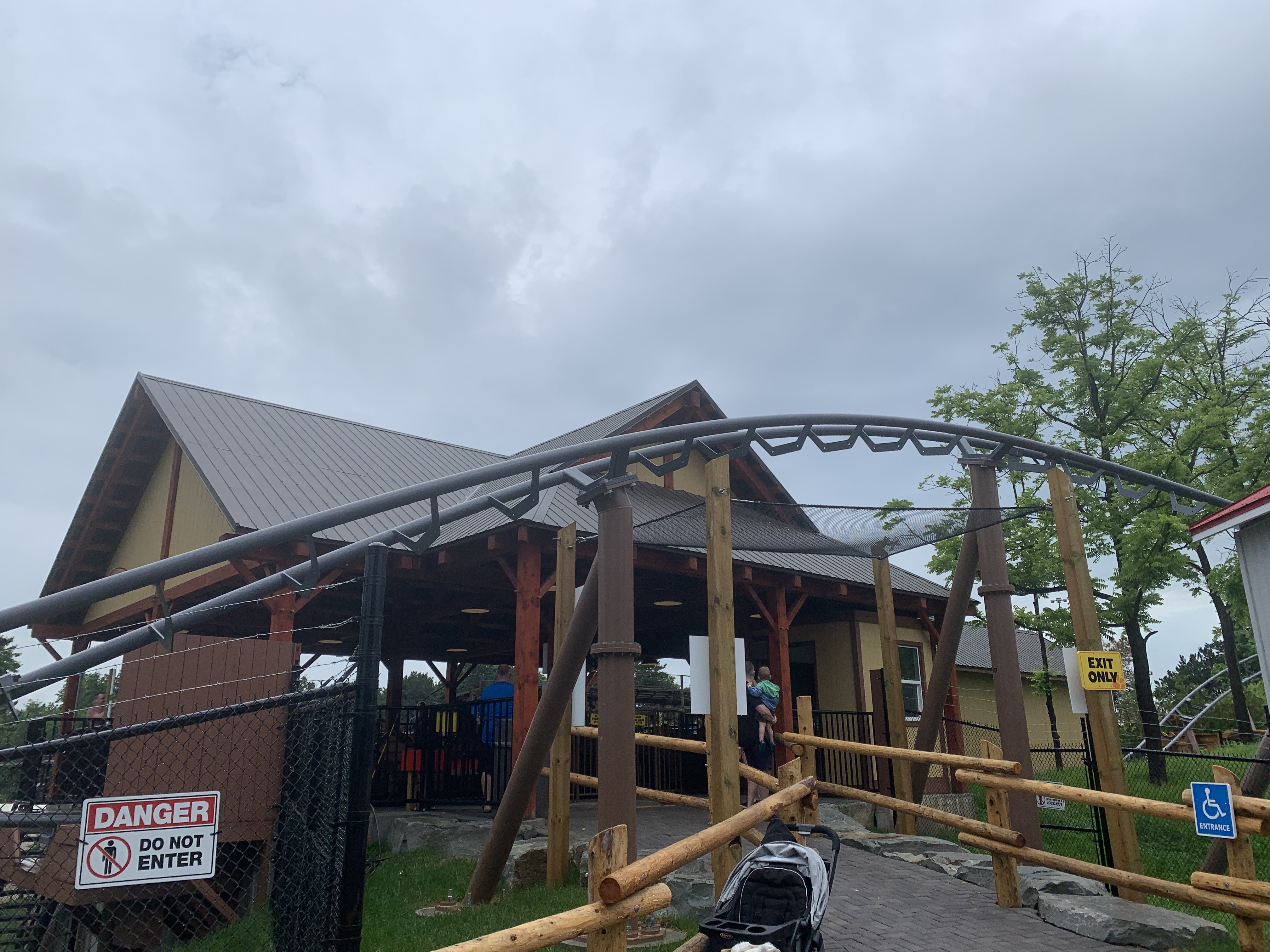
Snoopy’s Racing Railway
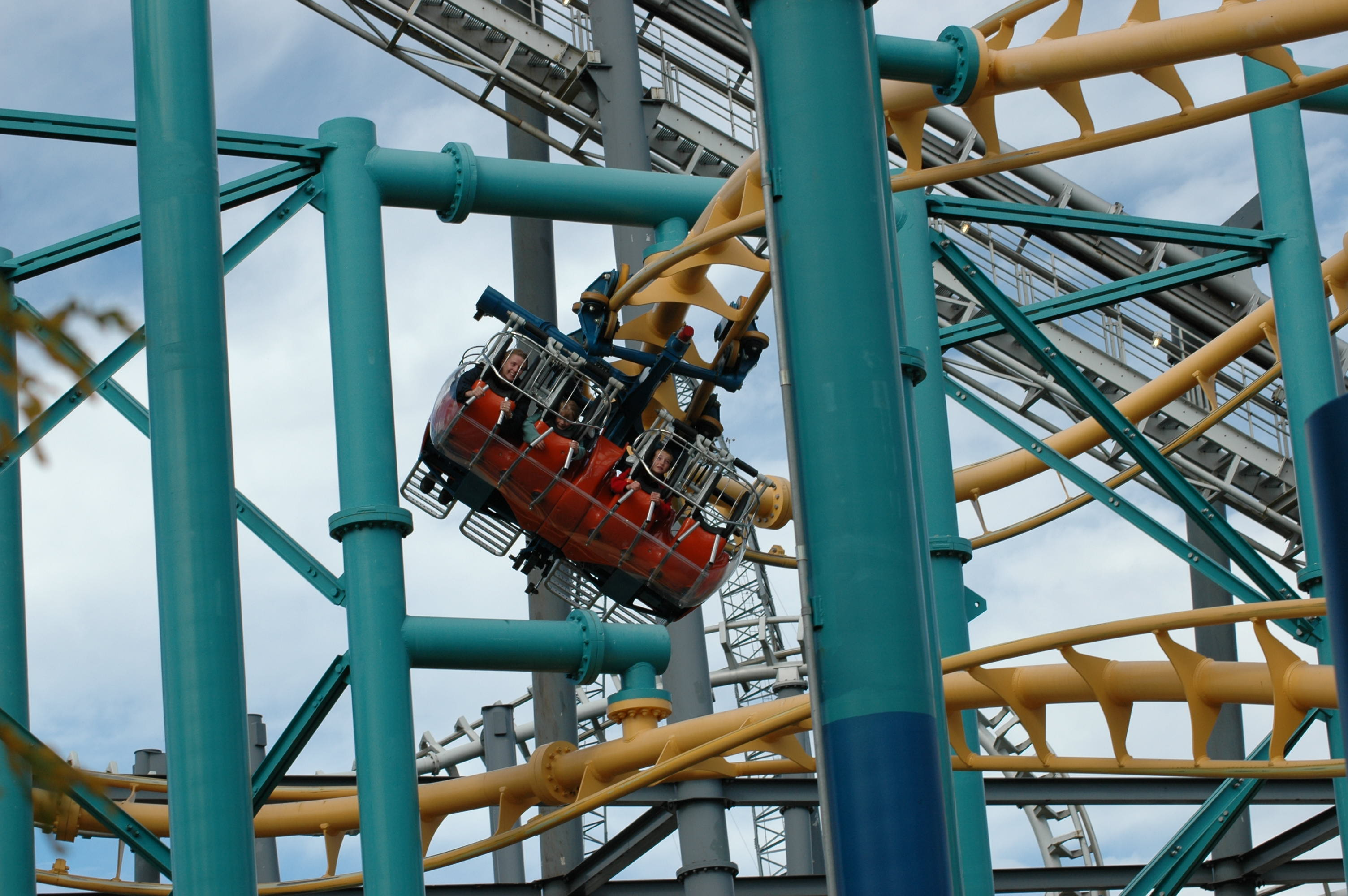
Time Warp
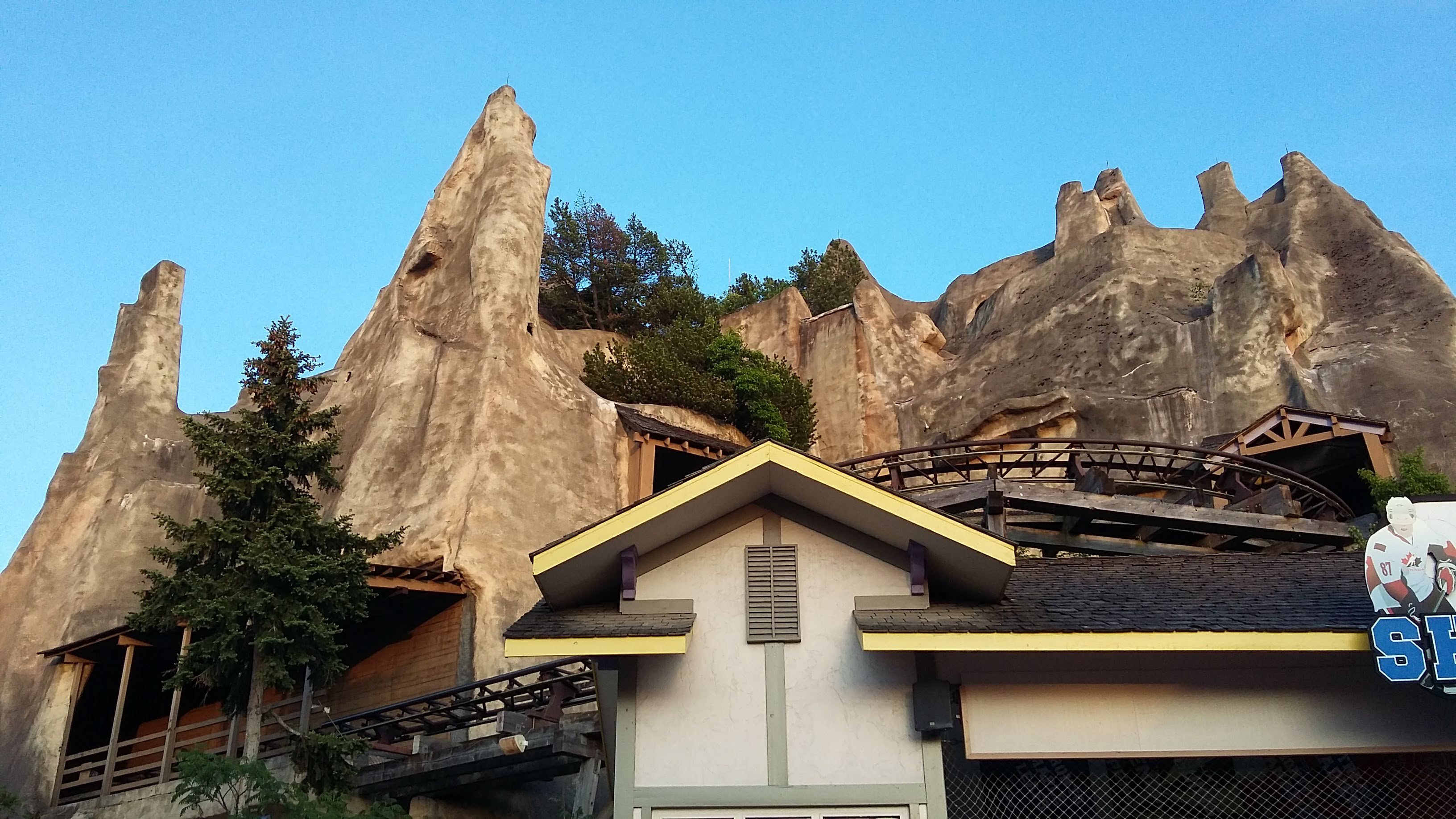
Thunder Run
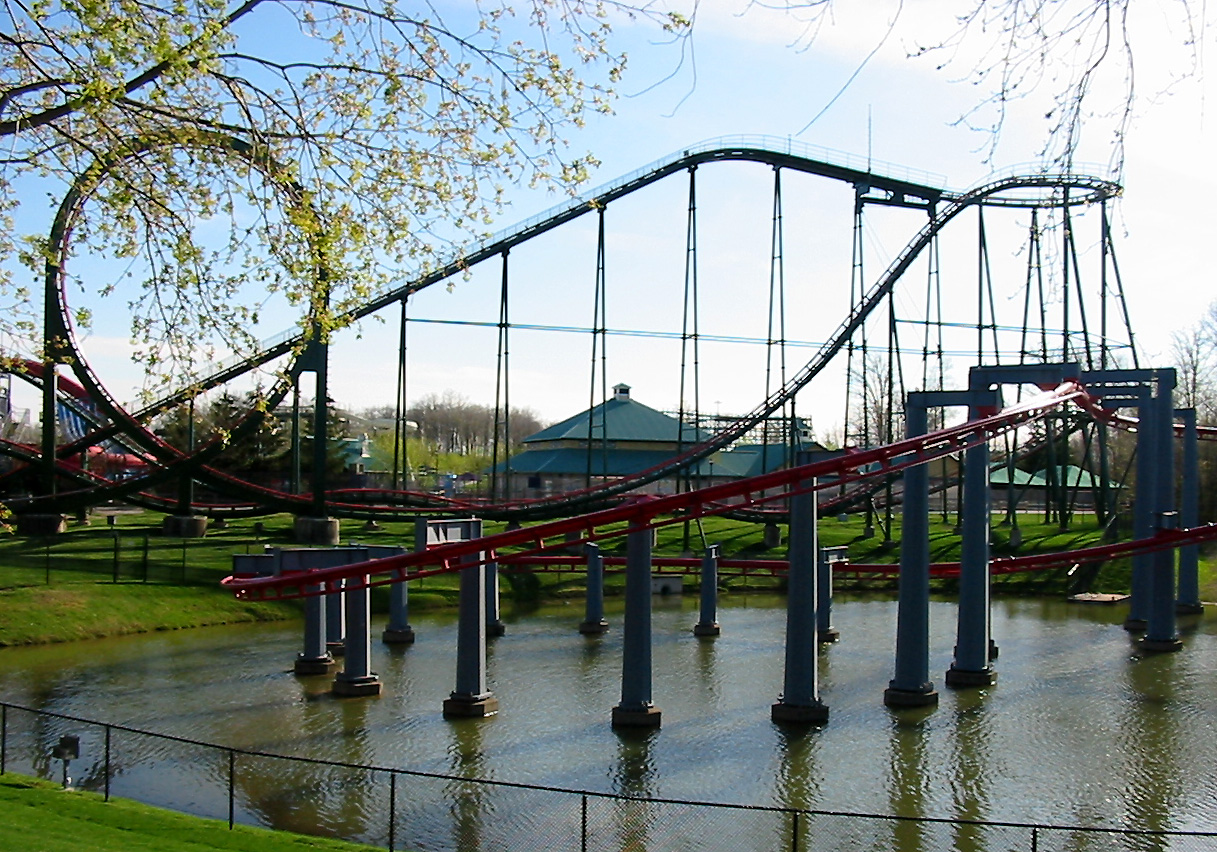
Vortex
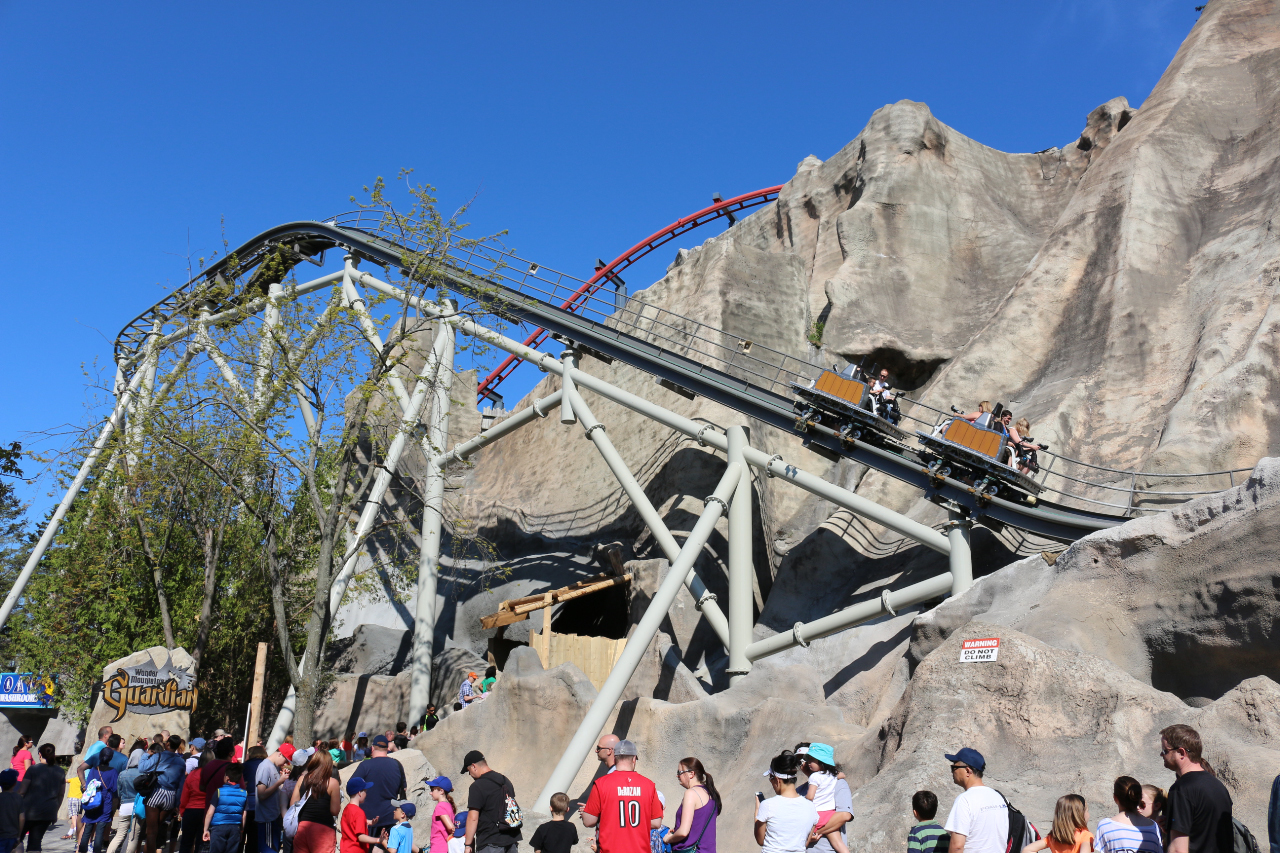
Wonder Mountain's Guardian
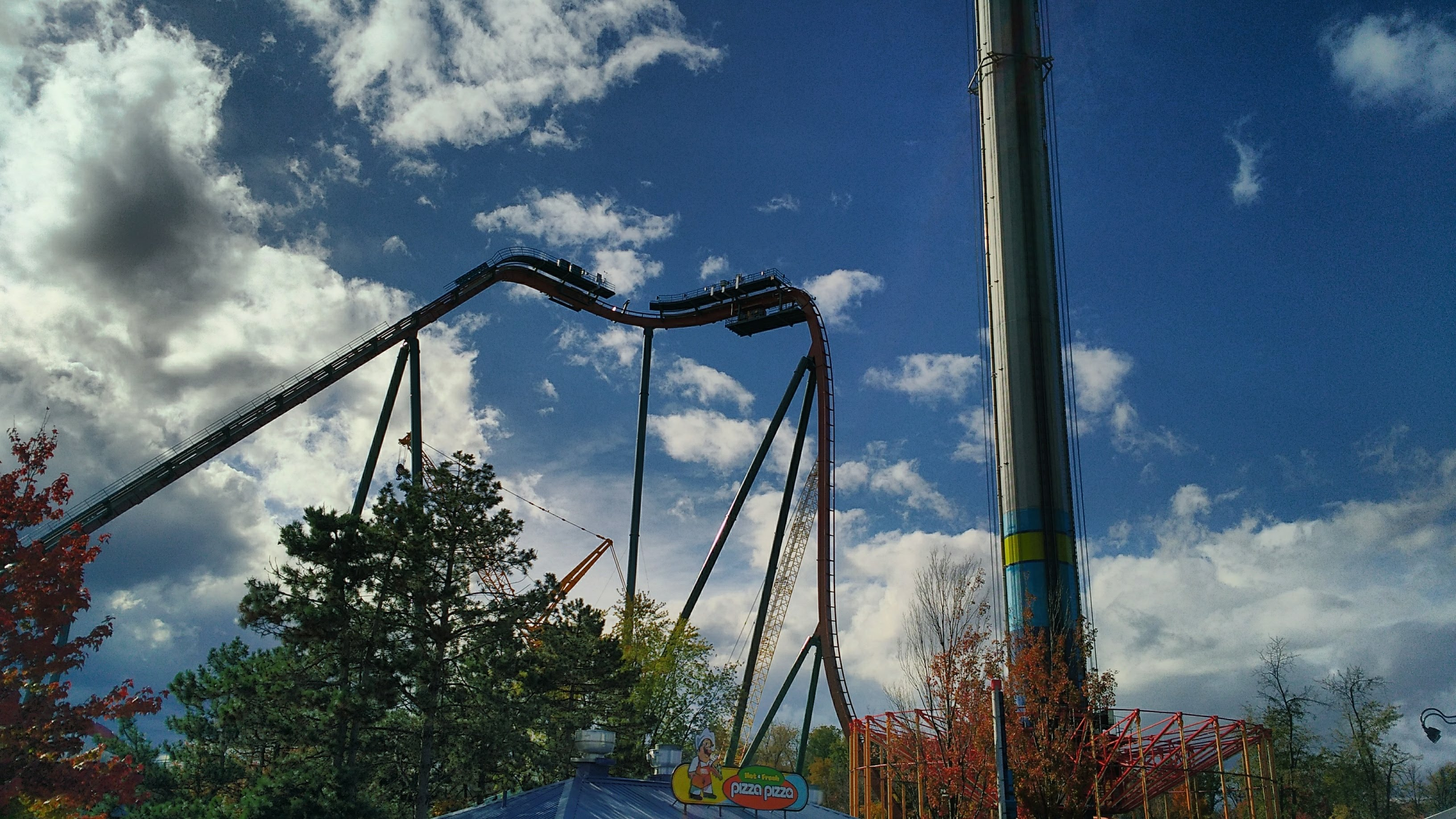
Yukon Striker

### Attractions aquatiques
| Nom                | Type                     | Constructeur  | Année |
| ------------------ | ------------------------ | ------------- | ----- |
| Timberwolf Falls   | Shoot the Chute          | Hopkins Rides | 1989  |
| White Water Canyon | Rivière rapide de bouées | Intamin       | 1984  |

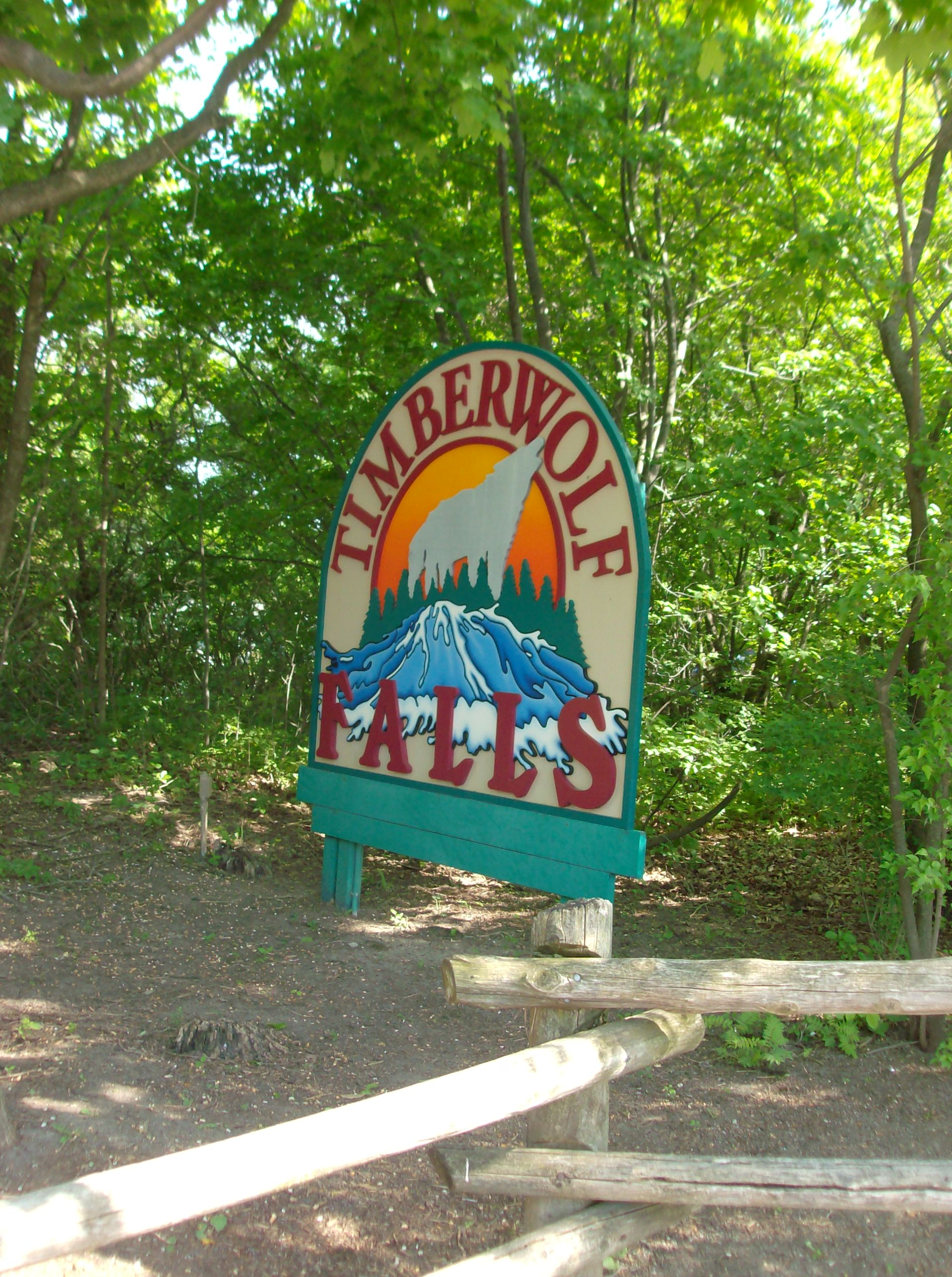
Enseigne de Timberwolf Falls
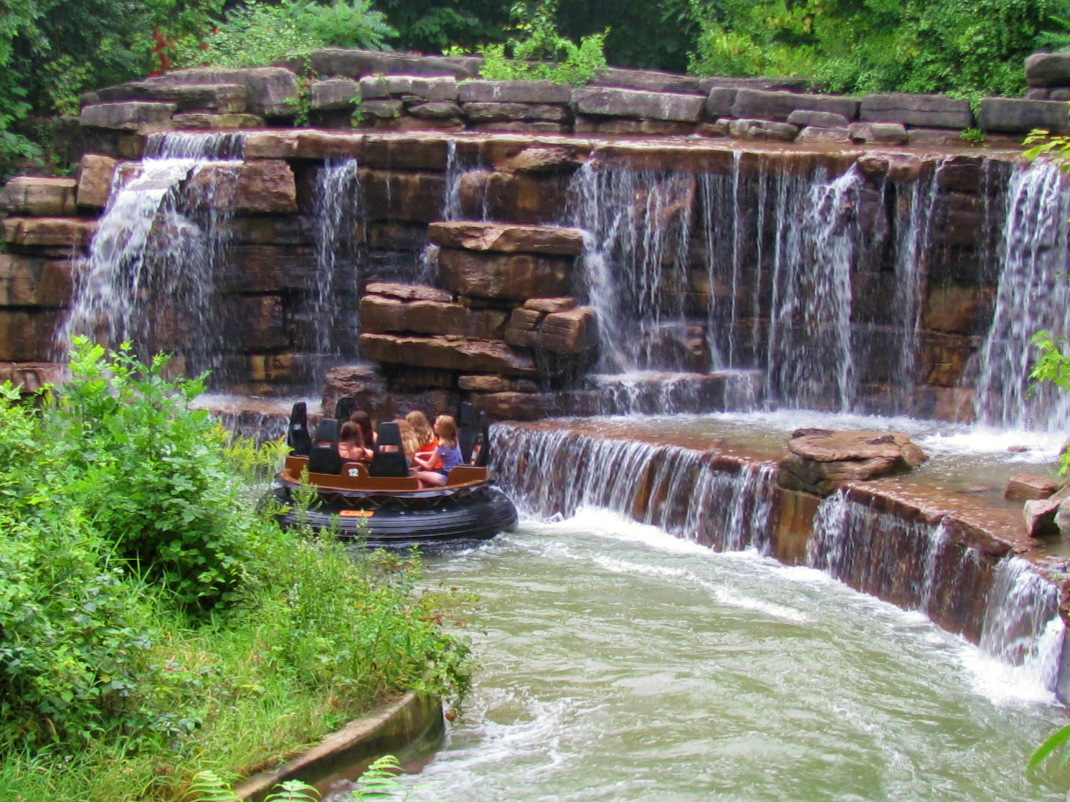
White Water Canyon